# Berenicea
Berenicea is een geslacht van mosdiertjes uit de familie van de Bereniceidae en de orde Cyclostomatida. De wetenschappelijke naam ervan werd in 1821 voor het eerst geldig gepubliceerd door Jean Vincent Félix Lamouroux.

## Soorten
- Berenicea arctica Kluge, 1946
- Berenicea coralliform Okada, 1928
- Berenicea diluviana Lamouroux, 1821  †
- Berenicea urceolata (delle Chiaje, 1828)

- Berenicea ampulliformis Okada, 1917 (taxon inquirendum)
- Berenicea oblonga Kluge, 1946 (taxon inquirendum)
- Berenicea prominens Lamouroux, 1821 (taxon inquirendum)
- Berenicea rotunda Okada, 1917 (taxon inquirendum)

Niet geaccepteerde soorten:
- Berenicea annulata Lamouroux, 1821 → Chorizopora annulata (Lamouroux, 1821)
- Berenicea flava Johnston, 1832 → Parasmittina trispinosa (Johnston, 1838)
- Berenicea immersa Fleming, 1828 → Escharella immersa (Fleming, 1828)
- Berenicea lineata (MacGillivray, 1885) → Desmeplagioecia lineata (MacGillivray, 1885)
- Berenicea patina (Lamarck, 1816) → Plagioecia patina (Lamarck, 1816)
- Berenicea sarniensis (Norman, 1864) → Plagioecia sarniensis (Norman, 1864)
- Berenicea utriculata Fleming, 1828 → Microporella ciliata (Pallas, 1766)